# Norton Model 19-serie
De Norton Model 19-serie is een serie 600cc-motorfietsen die het Britse merk Norton produceerde van 1924 tot 1939 en van 1955 tot 1957. De machines werden als sportief 600cc-model ingezet, maar ook als zijspantrekker met kopklepmotor als tegenhanger van het Norton Model 1 Big Four met zijklepmotor.

## Voorgeschiedenis
Norton leverde als sinds 1908 het Norton Model 1 Big Four, een 633cc-zijklepper die bedoeld was als zijspantrekker. Die machine bleef, met de nodige wijzigingen, in productie tot in 1954.

### Norton Model 25
De constructeur Walter Moore, die bij Douglas werkte, had in 1923 als bakkenist deelgenomen aan de Sidecar TT, die toen voor het eerst georganiseerd werd. Daaraan mochten motorfietsen met zijspan tot 600 cc deelnemen, maar Moore werd met coureur George Tucker met een 500cc-Norton Model 18 derde. In 1924 werd Moore uitgenodigd om voor Norton te komen werken, aanvankelijk om het Model 18 te moderniseren. Voor de Sidecar TT van 1924 bouwde hij echter ook een 600cc-versie door de slag te vergroten. Zo ontstond het 588cc-Norton Model 25. Deze machine leverde een groot vermogen van 30 pk en Tucker en Moore wonnen nu de Sidecar TT. De machine werd in de volgende jaren ook als solo-productieracer verkocht. Hij kon echter alleen in nationale clubmanraces worden ingezet, want voor solomotoren bestond er internationaal geen 600cc-klasse.
James Lansdowne Norton, die het Model 18 nog persoonlijk had ontworpen, was in 1925 overleden. Norton was sinds 1913 eigendom van Bob Shelley. Diens zwager Dan O'Donovan, erkend tuner, zat in de raad van bestuur, constructeur Walter Moore leidde de ontwerpafdeling en ook snelheidsspecialist Joe Craig was al aan het merk verbonden. Het was dus niet vreemd dat Norton zich begon te richten op sportieve modellen. Voor zijspanrijders bouwden alle Britse merken nog zware zijkleppers, vaak grote V-twins. Norton leverde het Model 1 Big Four, een 633cc-eencilinderzijklepper. Die bleef tot 1954 in productie, maar in 1926 verschenen er - na het succes in de Sidecar TT - liefst drie 600cc-kopkleppers.

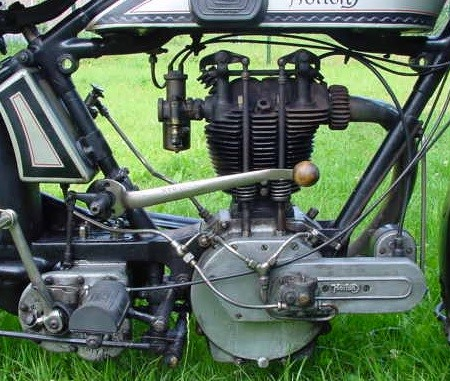
Bij het Model 18 werd de oliepomp nog door de uitlaatnokkenas aangedreven.
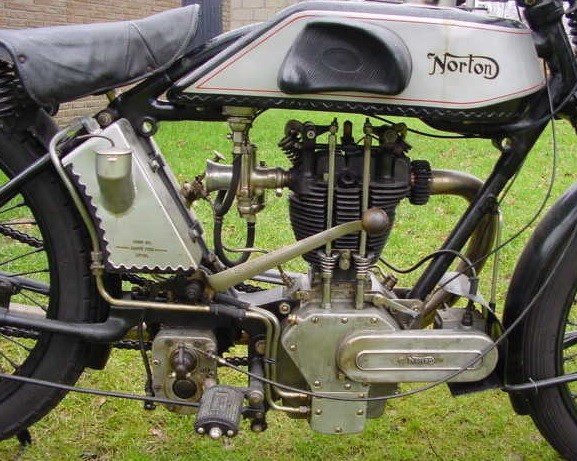
Bij de pure fabrieksracer Model 25 gebeurde dat rechtstreeks door de krukas
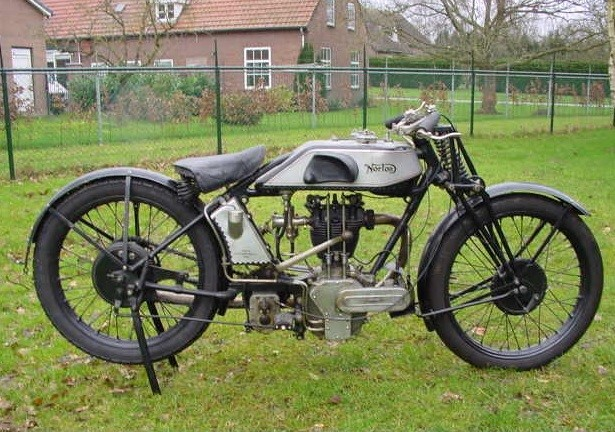
Het Model 25 had een erg laag geplaatst zadel. Dat was gunstig voor de ligging van het zwaartepunt, zeker voor een zijspanracer.

## Norton Model 19
Het Norton Model 19 was het basismodel met de gebruikelijke Sturmey-Archer drieversnellingsbak en de kettingaandrijving aan de linkerkant. Het was bedoeld als zijspantrekker, maar kon ook als sportmotor worden gebruikt.

### Motor
De motor was een dwarsgeplaatste, luchtgekoelde eencilinder kopklepmotor met stoterstangen en tuimelaars voor de aansturing van de kleppen. De boring bedroeg 79 mm, de slag 120 mm en de cilinderinhoud 588,2 cc. De brandstofvoorziening gebeurde door een B&B-carburateur en de ontsteking door een CAV-magneet die vanaf de uitlaatnokkenas door een kettinkje werd aangedreven. Hoewel de machine nog een flattank had (waar meestal een handpompje voor total loss-smering op zat), had ze al een dry-sump-smeersysteem. Dat was een erfenis van het Norton Model 18, dat als sportmodel en zelfs fabrieksracer een goed smeersysteem nodig had.

### Transmissie
Vanaf de krukas dreef de primaire ketting in een gesloten kettingkast de meervoudige droge plaatkoppeling en de Sturmey-Archer-drieversnellingsbak aan. Die versnellingsbak was handgeschakeld en bevatte ook de kickstarter. Het achterwiel werd aangedreven door een ketting aan de linkerkant.

### Rijwielgedeelte
Zoals alle Norton-modellen had het Model 19 een open brugframe met het blok als dragend deel, geen achtervering maar een webbvork met centrale veer aan de voorkant. Voor en achter zaten trommelremmen.

### Ontwikkelingen
Dat het Model 19 in 1929 wisselde van merken voor de ontstekingsmagneten en carburateurs, had minder te maken met andere onderdelen dan met wisselingen van eigenaar. CAV werd onderdeel van Lucas Industries en B&B vormde samen met Binks en Amac het nieuwe merk Amal. De machine kreeg net als alle Nortons een zadeltank, maar ook voetschakeling. Rond 1930 werd de ontstekingsmagneet naar de achterkant van de cilinder verplaatst, waardoor het blok compacter werd. Als machines met elektrische verlichting werden afgeleverd, werd de magneet vervangen door een magdyno. Ook belangrijk was de motorische verandering in 1933, toen de boring groter en de slag kleiner werd en de cilinderinhoud werd vergroot tot 596,8 cc.

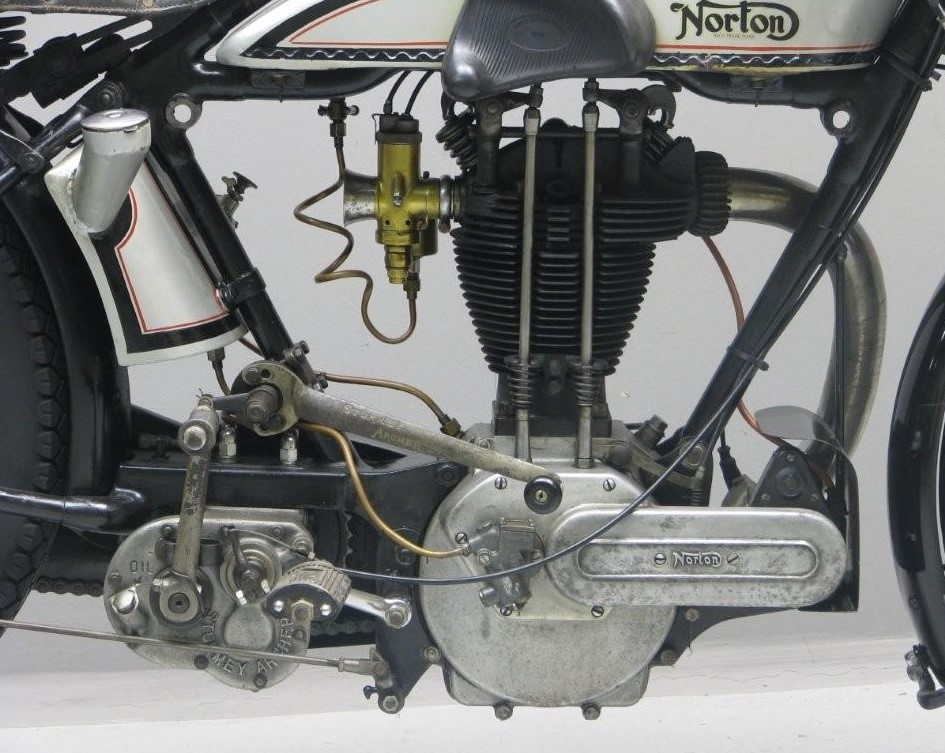
Rechterkant van het motorblok, met de aandrijving van de ontstekingsmagneet, de stoterstangen en tuimelaars, de carburateur en de Sturmey-Archer-drieversnellingsbak met kickstarter
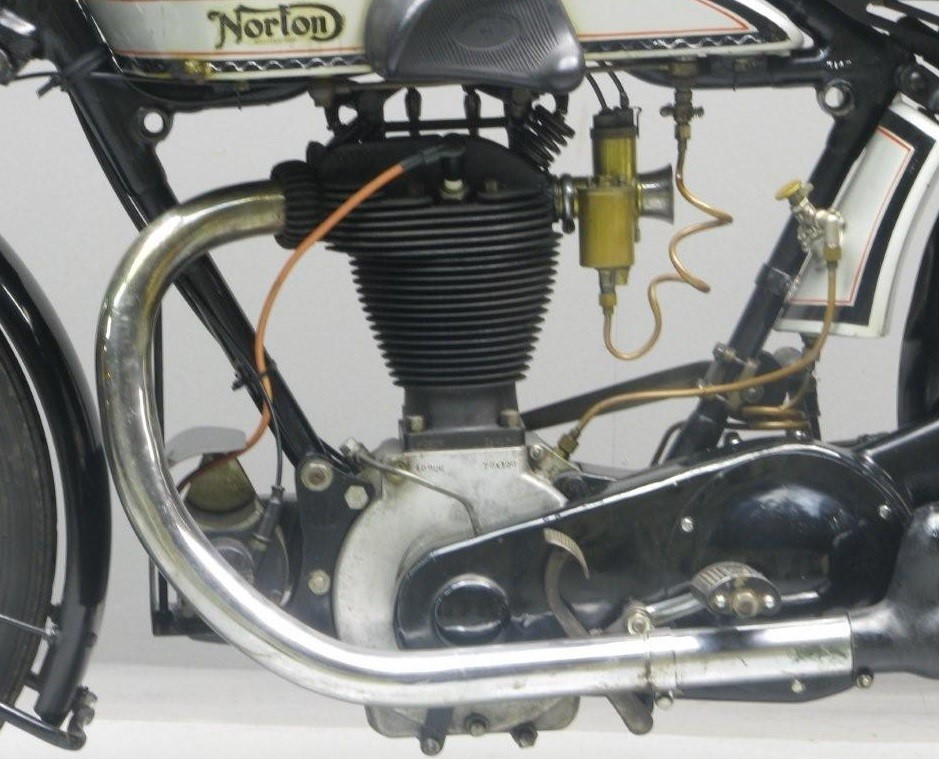
Linkerkant van het motorblok, met de ontstekingsmagneet, de gesloten kettingkast van de primaire aandrijving en het rempedaal.
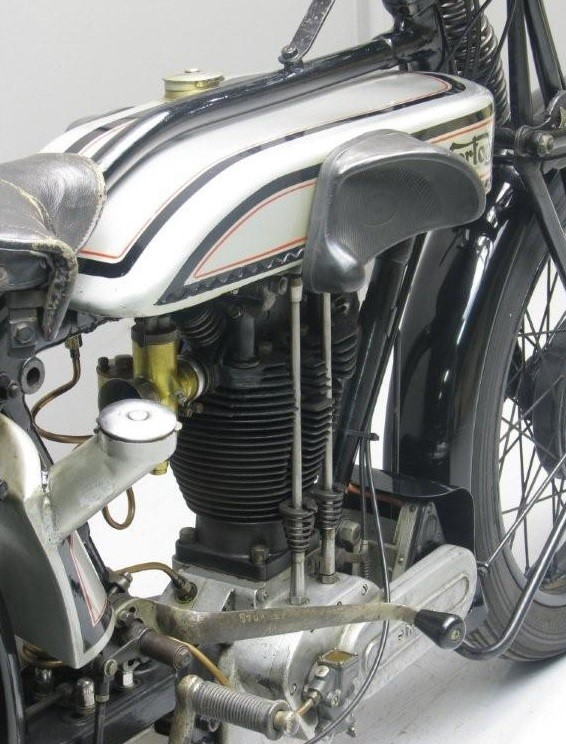
Het oliepompje dat de meeste flattanks hadden ontbrak bij de Nortons
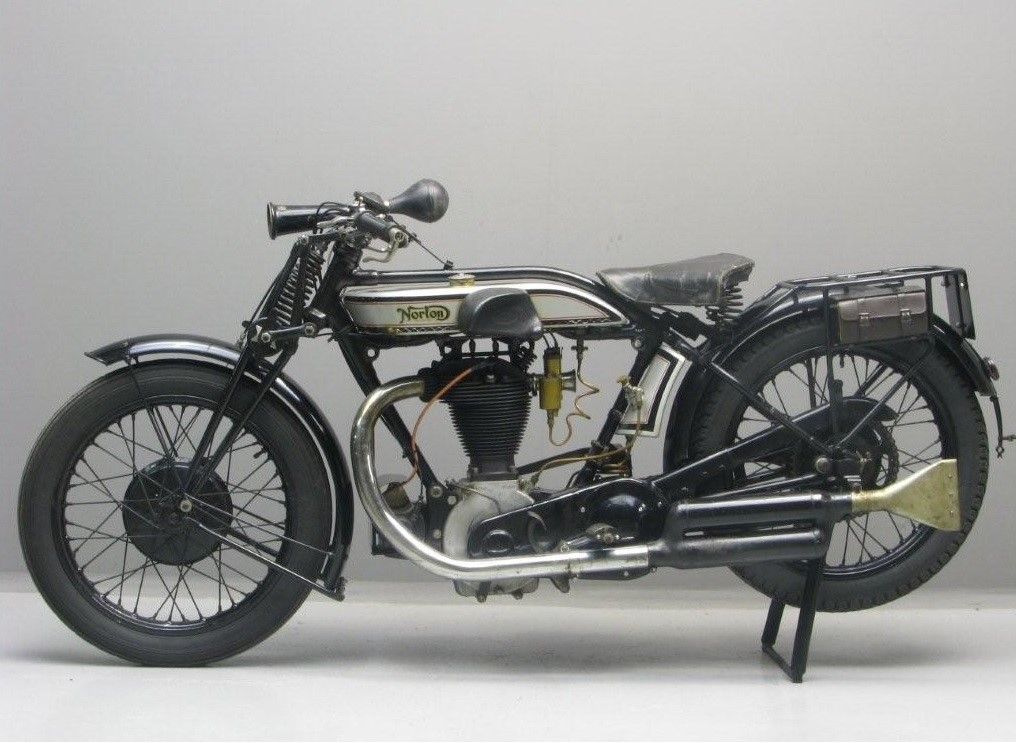
Model 19 uit 1928, nog met de "oude" fishtail pipe

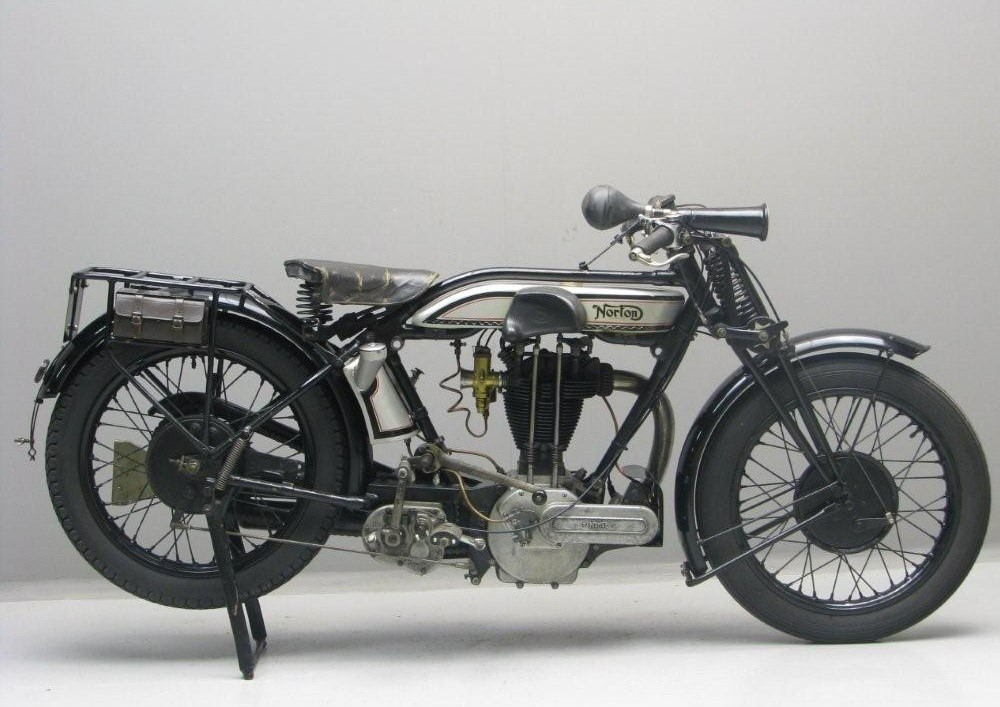
Model 19 uit 1928
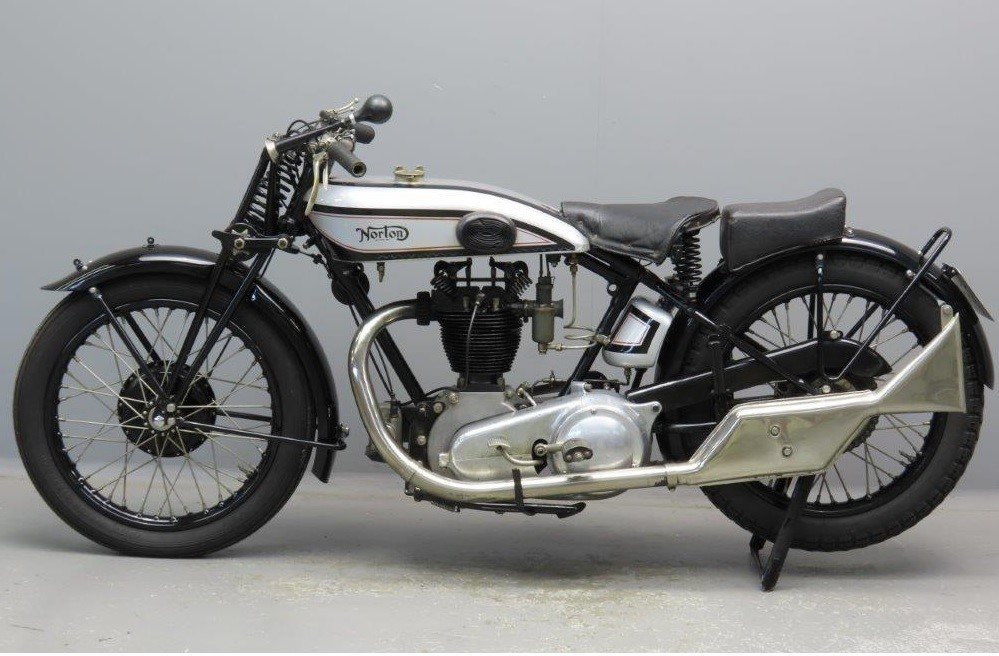
1929: nieuwe fishtail pipe...
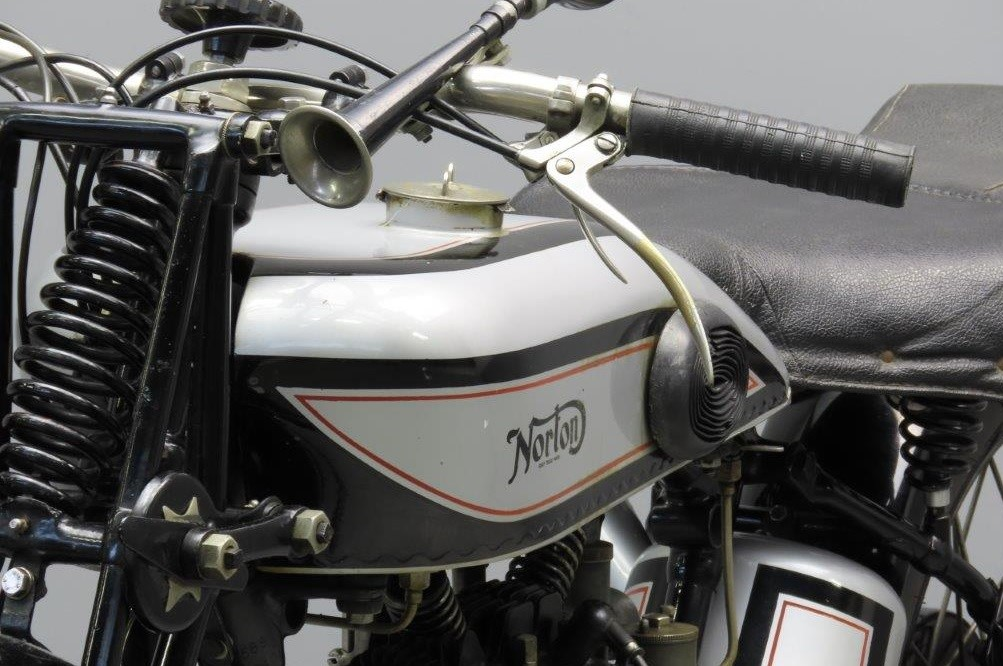
...en zadeltank
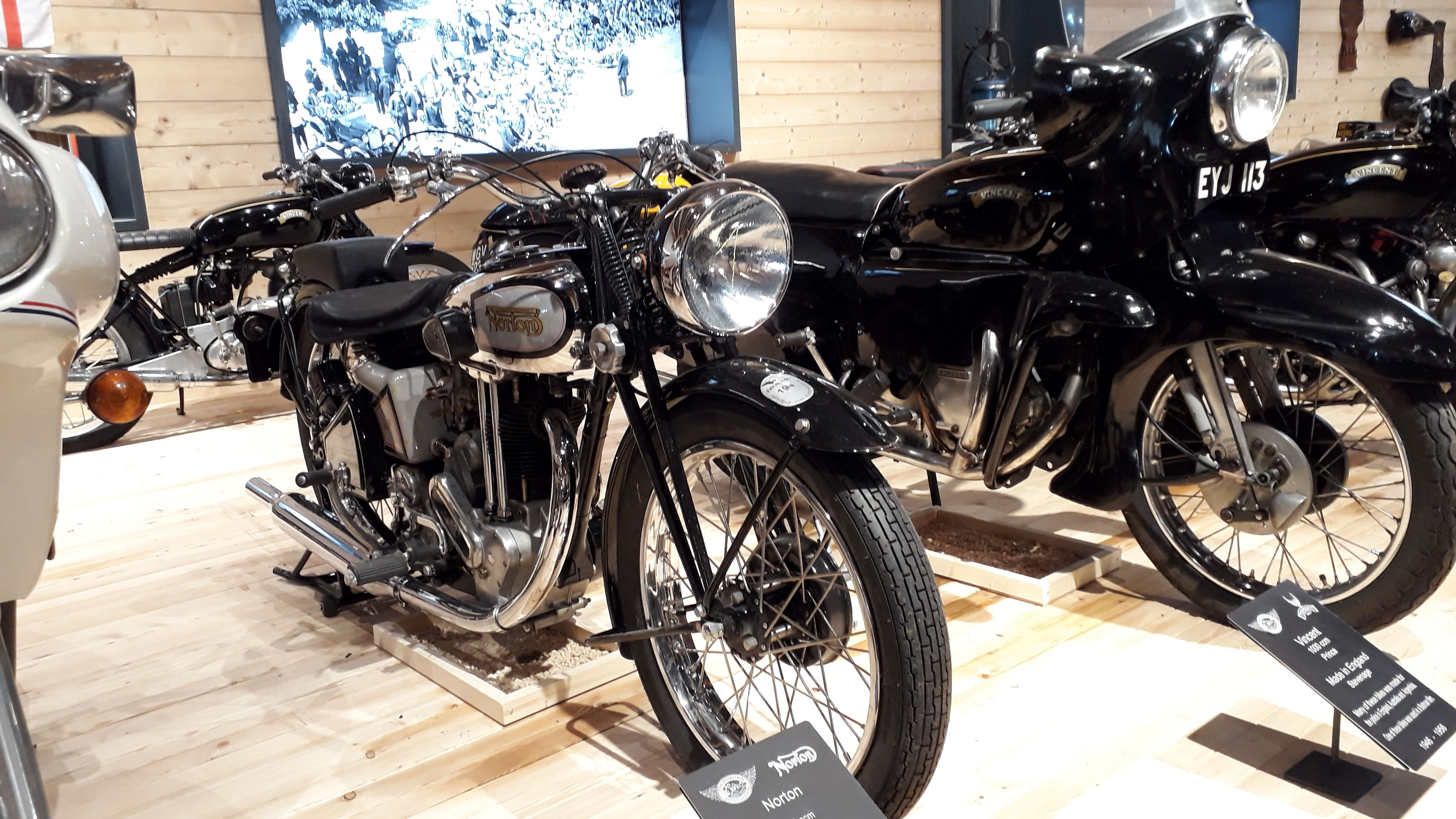
Model 19 uit 1934, met de magdyno achter de cilinder.

## Norton Modellen 24 en 44
De Modellen 24 en 44 werden tegelijk met het Model 19 uitgebracht, maar waren veel nadrukkelijker als zijspantrekker bedoeld. Net als het Norton Model 14 kregen ze de Norton Crossover vierversnellingsbak. Behalve de extra versnelling betekende dat ook een verplaatsing van de secundaire ketting naar rechts, waar ze veel makkelijker te onderhouden was omdat het zijspan in het Verenigd Koninkrijk links zat. Het Model 24 was bedoeld voor de thuismarkt, het Model 44 kreeg een steviger frame met wat meer bodemvrijheid en was bedoeld als Colonial.

## Norton Modellen 19R en 19S
Na de Tweede Wereldoorlog konden de zijspanrijders vrijwel onmiddellijk weer beschikken over de Model 1 Big Four-zijklepper. De wereld was, zeker bij Norton, helemaal veranderd. Het was overgenomen door Associated Motor Cycles, dat ook eigenaar was van AJS en Matchless. Bert Hopwood was begonnen als constructeur (en bouwer van de tweecilinder Norton Dominator Model 7) en was nu directeur. Het was duidelijk dat paralleltwins de toekomst van alle Britse motorfietsmerken vormden. Rond 1954 werden ook alle motorfietsen voorzien van swingarm-achtervering. AMC moest goed nadenken voor welke modellen het die investering nog wilde doen, maar er verschenen in 1955 toch twee nieuwe modellen met de aanduiding "Model 19". Het Norton Model 19R kreeg geen achtervering ("R" voor "Rigid") het Norton Model 19S wel ("S" voor "Sprung"). Het Model 19R verdween waarschijnlijk in hetzelfde jaar, het Model 19S in 1957. Beide modellen kregen echter wel het nieuwe semi-dubbel wiegframe en de Norton Roadholder-telescoopvork.

## Technische gegevens
| Norton                 | Model 25                            | Model 24                            | Model 44                            | Model 19                                   | Model 19                            | Model 19R                           | Model 19S                           |
| ---------------------- | ----------------------------------- | ----------------------------------- | ----------------------------------- | ------------------------------------------ | ----------------------------------- | ----------------------------------- | ----------------------------------- |
| Periode                | 1924-1927                           | 1926-1929                           | 1926-1927                           | 1926-1932                                  | 1933-1939                           | 1955                                | 1955-1957                           |
| Categorie              | Productieracer                      | Zijspantrekker                      | Colonial zijspantrekker             | Sport / Zijspantrekker                     | Sport / Zijspantrekker              | Sport / Zijspantrekker              | Sport / Zijspantrekker              |
| Motortype              | Stoterstangen kopklepmotor          | Stoterstangen kopklepmotor          | Stoterstangen kopklepmotor          | Stoterstangen kopklepmotor                 | Stoterstangen kopklepmotor          | Stoterstangen kopklepmotor          | Stoterstangen kopklepmotor          |
| Bouwwijze              | Dwarsgeplaatste staande eencilinder | Dwarsgeplaatste staande eencilinder | Dwarsgeplaatste staande eencilinder | Dwarsgeplaatste staande eencilinder        | Dwarsgeplaatste staande eencilinder | Dwarsgeplaatste staande eencilinder | Dwarsgeplaatste staande eencilinder |
| Koeling                | Lucht                               | Lucht                               | Lucht                               | Lucht                                      | Lucht                               | Lucht                               | Lucht                               |
| Boring                 | 79 mm                               | 79 mm                               | 79 mm                               | 79 mm                                      | 82 mm                               | 82 mm                               | 82 mm                               |
| Slag                   | 120 mm                              | 120 mm                              | 120 mm                              | 120 mm                                     | 113 mm                              | 113 mm                              | 113 mm                              |
| Cilinderinhoud         | 588,2 cc                            | 588,2 cc                            | 588,2 cc                            | 588,2 cc                                   | 596,8 cc                            | 596,8 cc                            | 596,8 cc                            |
| Carburateur(s)         | Onbekend                            | B&B                                 | B&B                                 | B&B, vanaf ca. 1929: Amal                  | Amal                                | Amal                                | Amal                                |
| Ontsteking             | CAV magneet                         | CAV magneet                         | CAV magneet                         | CAV-magneet, vanaf ca. 1929: Lucas magneet | Lucas magneet                       | Lucas magneet                       | Lucas magneet                       |
| Smeersysteem           | Dry-sumpsysteem                     | Dry-sumpsysteem                     | Dry-sumpsysteem                     | Dry-sumpsysteem                            | Dry-sumpsysteem                     | Dry-sumpsysteem                     | Dry-sumpsysteem                     |
| Compressieverhouding   | Onbekend                            | 5,75:1                              | 5,75:1                              | 5,75:1                                     | 5,75:1                              | Onbekend                            | Onbekend                            |
| Max. Vermogen          | 30 pk bij 5.800 tpm                 | Onbekend                            | Onbekend                            | Onbekend                                   | Onbekend                            | Onbekend                            | Onbekend                            |
| Primaire aandrijving   | Ketting                             | Ketting                             | Ketting                             | Ketting                                    | Ketting                             | Ketting                             | Ketting                             |
| Koppeling              | Meervoudige droge plaat             | Meervoudige droge plaat             | Meervoudige droge plaat             | Meervoudige droge plaat                    | Meervoudige droge plaat             | Meervoudige droge plaat             | Meervoudige droge plaat             |
| Versnellingen          | 3                                   | 4                                   | 4                                   | 3                                          | 4                                   | 4                                   | 4                                   |
| Secundaire aandrijving | Ketting                             | Ketting                             | Ketting                             | Ketting                                    | Ketting                             | Ketting                             | Ketting                             |
| Rijwielgedeelte        | Brugframe                           | Brugframe                           | Brugframe                           | Brugframe                                  | Brugframe                           | Semi-dubbel wiegframe               | Semi-dubbel wiegframe               |
| Voorvork               | Webbvork                            | Webbvork                            | Webbvork                            | Webbvork                                   | Webbvork                            | Norton Roadholder telescoop         | Norton Roadholder telescoop         |
| Achtervork             | Star                                | Star                                | Star                                | Star                                       | Star                                | Star                                | Swingarm                            |
| Voorrem                | Trommelrem                          | Trommelrem                          | Trommelrem                          | Trommelrem                                 | Trommelrem                          | Trommelrem                          | Trommelrem                          |
| Achterrem              | Trommelrem                          | Trommelrem                          | Trommelrem                          | Trommelrem                                 | Trommelrem                          | Trommelrem                          | Trommelrem                          |
| Voorganger             | Model 18                            | Model 25                            | Model 25                            | Model 25                                   | Model 25                            | Model 19                            | Model 19                            |
| Opvolger               | Modellen 24 / 44 / 19               | Geen                                | Geen                                | Modellen 19R / 19S                         | Modellen 19R / 19S                  | Geen                                | Dominator                           |